# Roncus decui
Roncus decui är en spindeldjursart som beskrevs av Bozidar P.M. Curcic och Dimitrijevic 2006. Roncus decui ingår i släktet Roncus och familjen helplåtklokrypare. Inga underarter finns listade i Catalogue of Life.